# Villa Neuschlosz
La villa Neuschlosz (en hongrois : Neuschlosz-villa) est un édifice situé dans le 2e arrondissement de Budapest.